# Sphaerospora glomerosa
Sphaerospora glomerosa is een microscopische parasiet uit de familie Sphaerosporidae. Sphaerospora glomerosa werd in 1917 beschreven door Davis. 